# SIG Sauer P250
SIG Sauer P250 — самозарядний пістолет, розроблений фірмою Sauer & Sohn, яка входить в швейцарсько-німецький збройний холдинг SIG Sauer. SIG Sauer P250 має декілька модифікацій під різні калібри: 9×19 мм Парабелум, .380 ACP, .357 SIG, .40 S&W і .45 ACP.
Вперше пістолет SIG Sauer P250 був продемонстрований на виставці IWA-2004, яка проходила в Нюрнберзі (Німеччина). Розробка пістолету зайняла близько трьох років і повністю відповідала вимогам, які були поставлені для службової короткоствольної зброї. Перша модель (під 9×19 мм Парабелум) надійшла у продаж 7 листопада 2007 року, а остання — наприкінці 2009.

## Конструкція

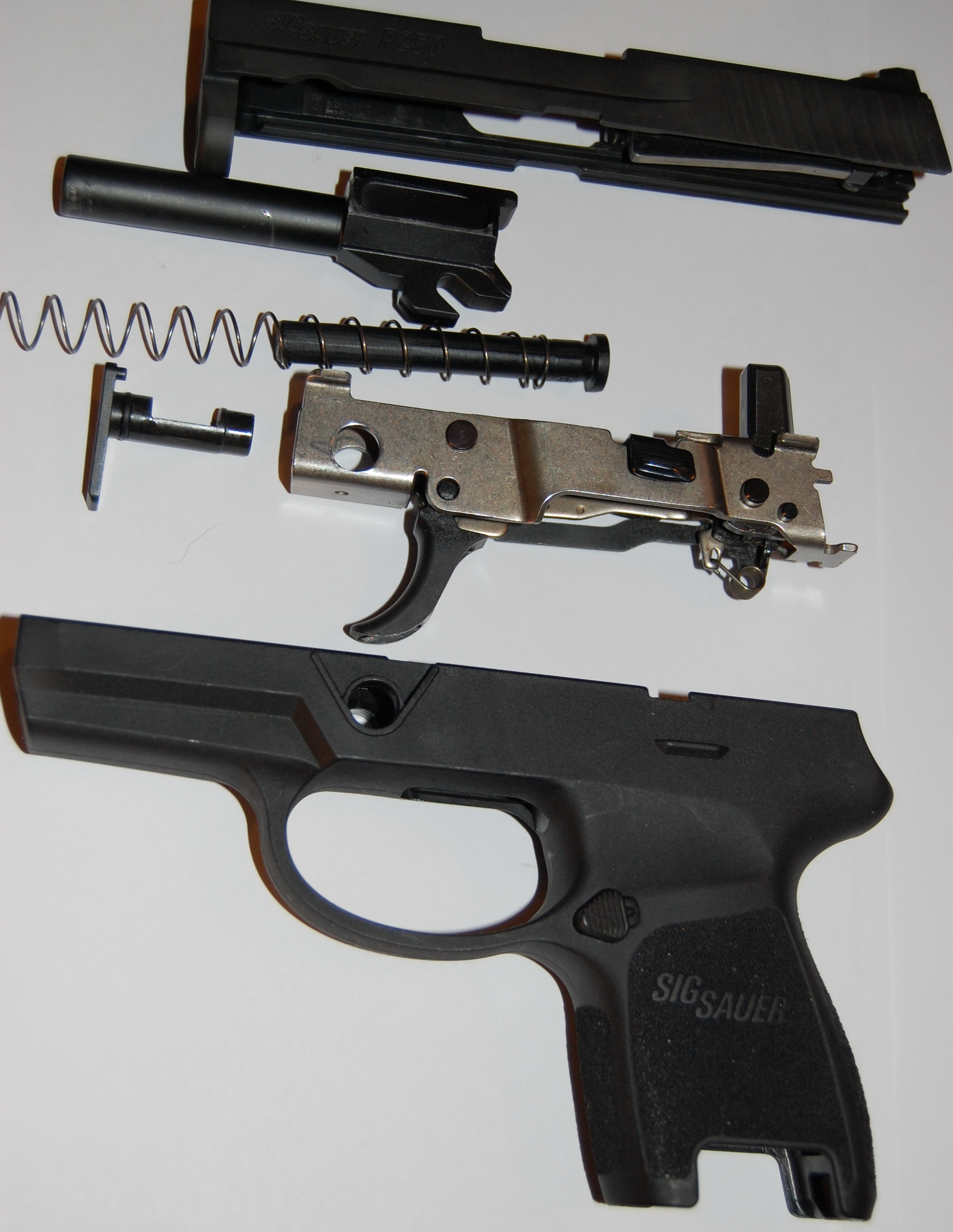
Конструкція SIG Sauer P250

Як і інші пістолети компанії SIG Sauer, P250 працює за рахунок енергії віддачі при короткому ході ствола. Ключовою особливістю пістолета є його модульна конструкція. Основний модуль P250 — внутрішній нержавіючий блок управління вогнем, який складається з інтегрованої системи управління вогнем (спускового гачка, ударника, різноманітних пружин), ежектора і 4 напрямних рейок. Модульна конструкція пістолета дозволяє використовувати широкий спектр модифікацій і налаштувань для окремо взятого стрільця (заміна руків'я, ствола/калібру), також це дає можливість легкого розбору зброї навіть в польових умовах. Повнорозмірні і компактні моделі пістолета мають стандартну рейку Пікатіні (на нижній передній частині цівки) — кронштейн, що дозволяє установку лазерних прицілів, тактичних ліхтарів і інших аксесуарів.
SIG Sauer P250 не має ручних запобіжників, замість цього він має автоматичний захист від випадкового натискання при падінні чи носінні зброї. Спусковий гачок має вагу близько 45 H. Він доступний в декількох модифікаціях: стандартній і короткій, які є взаємозамінними. Коротка конфігурація гачка спеціально зроблена для людей з відносно короткими пальцями. P250 поставляється з 91 мм, 98 мм чи 120 мм стволом, в залежності від розміру головного модуля (відповідно повнорозмірного, компактного і субкомпактного). Крім того, для пістолета доступний глушник, але тільки для компактного варіанту і під набій калібру 9 × 19 мм Парабелум. Живлення відбувається від металевих знімних коробчастих магазинів з ємністю від 6 до 17 набоїв (в залежності від варіанту моделі). Стикові частини в нижній частині магазинів виконані з полімеру. Магазини раннього випуску (Покоління 1) не сумісні з магазинами пізнього випуску (Покоління 2) пістолету. Прицільні пристосування у пістолета відкриті (мушка та цілик). Заводські аксесуари складаються з запасних магазинів, комплекту різних калібрів та спускових гачків, кобури та базового тактичного ліхтаря.

## Варіанти
- SIG Sauer P250 Full Size
- SIG Sauer P250 Carry
- SIG Sauer P250 Compact
- SIG Sauer P250 Subcompact

Пістолет SIG Sauer P250 пропонується з трьома різними варіаціями склопластиково-полімерних рукояток (з маленьким, середнім і великим розміром цівки) у повнорозмірних і компактних моделях, а також два різновиди (маленький і середній розмір цівки) — у субкомпактних моделях. Розміри затвора залежать від розмірів цівки в кожній моделі. Існує три модулі з різними калібрами: .380 ACP; 9×19 мм Парабелум; .357 SIG і .40 S&W (.45 ACP — окремо), які можна змінювати за бажаннями оператора: виробник пропонує комплекти заміни калібру (X-Change), що складаються з кожуха-затвора, вузла замикання, ствола, магазина, рукоятки (з різними розмірами цівки). Ці комплекти дозволяють оператору змінювати калібр зброї без використання інструментів.

## Оператори
- Гонконг — на озброєнні поліції Гонконгу.
- США — на озброєнні Федеральної служби повітряних маршалів.